# اوزهان ارن
اوزهان اِرِن (متولد ۸ مارس ۱۹۵۹، استانبول، ترکیه)، هنرمند موسیقی، کارگردان و نظامی اهل ترکیه است.

## زندگی‌نامه
او دبستان را در زادگاهش آماسیه گذراند و در سال ۱۹۷۶ از دبیرستان نظامی کوللی فارغ‌التحصیل شد. وی سپس در سال ۱۹۸۰ از دانشکده افسری و سپس در سال ۱۹۸۲ از دانشکده فنی نقشه‌برداری وزارت دفاع ملی ترکیه به عنوان مهندس نقشه‌برداری فارغ‌التحصیل شد و در آنکارا و استان‌های مختلف ترکیه کار کرد و با سرزمین و مردم آنها آشنا شد.
تحصیلات موسیقی او که در دوران دبیرستان در ارکستر مدرسه آغاز شد، به‌طور فزاینده ای ادامه یافت و آهنگ‌های او بعداً در رپرتوار سازمان رادیو و تلویزیون دولتی ترکیه(TRT) پذیرفته شد. از طرفی دیگر او با آموزش‌های خصوصی مختلف و مطالعات گروه کر به زندگی موسیقایی خود ادامه داد. در این دوره تقریباً در تمام اشکال موسیقی ترکی کار و تولید کرد. وقتی موسیقی برای او در اولویت واقع شد، به استانبول نقل مکان کرد. او برای بسیاری از فیلم‌ها، سریال‌های تلویزیونی، مستند و تبلیغاتی موسیقی ساخت که برخی از آنها جوایز مختلفی دریافت کردند.

## آلبوم‌ها
- کارا تِرَن(Kara Tren) یکی از اولین یکی از اولین آهنگ‌های فولکلوری بود که او نوشت. وی بعدها در سال ۲۰۰۰ آلبوم "Güle Yazdım"، که تماماً از کارهای خودش بود را منتشر کرد[۱]
- دومین آلبوم انفرادی او "Turnalara Tutun da Gel" که تماماً از ساخته‌های خود او تشکیل شده بود در سال ۲۰۰۱ به مخاطبان ارائه شد.[۱]
- آخرین آلبوم انفرادی این هنرمند به نام "Kime Sorsam" که شامل آهنگ فولکلور ساریکامیش"Sarıkamış" است و مانند سایر آلبوم‌های او کاملاً از ساخته‌های خودش است، توسط سیهان موزیک در سال ۲۰۰۵ تهیه شد.[۱]